# Верховна Рада СРСР
Верховна Рада СРСР (рос. Верховный Совет СССР) — двопалатний парламент СРСР, вищий орган державної влади в СРСР. Складався з двох рівноправних палат — Ради Союзу і Ради Національностей.
Окрім Верховної Ради СРСР, в Радянському Союзі діяли також Верховні Ради в кожній з союзних республік і автономних республік, проте всі вони були однопалатними.
Верховна Рада СРСР діяла у 1938–1991 роках.

## Представництво республік у Верховній Раді СРСР
Стаття 110 Конституції СРСР 1977 року свідчила:
Рада Союзу і Рада Національностей складаються з рівного числа депутатів. Рада Союзу обирається по виборчих округах з рівною чисельністю населення. Рада Національностей обирається по нормі: 32 депутати від кожної союзної республіки, 11 депутатів від кожної автономної республіки, 5 депутатів від кожної автономної області й один депутат від кожного автономного округу.
Виборча система була організована таким чином, що забезпечувала певний рівень захисту прав республік з меншою численістю населення. Наприклад, Таджицька РСР з населенням 4,8 мільйона людей (до кінця існування СРСР), або Естонська РСР з населенням 1,5 мільйона мали таку ж кількість представників у Раді Національностей, що і Російська РФСР з населенням 145 мільйонів людей — по 32 з 750. Проте РРФСР все одно отримувала більшу кількість голосів, бо в Раду Національностей обиралися також представники автономних республік, областей і округів, яких у складі інших союзних республік, наприклад Естонської РСР, зазвичай, не було.
Склад Ради союзу (рівний за чисельністю Раді національностей) обиралася пропорційно чисельності населення.

### Вибори та скликання
| Голови Президії Верховної Ради СРСР | Голови Президії Верховної Ради СРСР |
| Голова                              | Роки урядування                     |
| ----------------------------------- | ----------------------------------- |
| Михайло Калінін                     | 1938–1946                           |
| Микола Шверник                      | 1946–1953                           |
| Климент Ворошилов                   | 1953–1960                           |
| Леонід Брежнєв                      | 1960–1964                           |
| Анастас Мікоян                      | 1964–1965                           |
| Микола Підгорний                    | 1965–1977                           |
| Леонід Брежнєв                      | 1977–1982                           |
| Василь Кузнєцов (в. о.)             | 1982–1983                           |
| Юрій Андропов                       | 1983–1984                           |
| Василь Кузнєцов (в. о.)             | 1984–1984                           |
| Костянтин Черненко                  | 1984–1985                           |
| Василь Кузнєцов (в. о.)             | 1985–1985                           |
| Андрій Громико                      | 1985–1988                           |
| Михайло Горбачов                    | 1988–1989                           |
| Голови Верховної Ради СРСР          |                                     |
| Голова                              | Роки урядування                     |
| Михайло Горбачов                    | 1989–1990                           |
| Анатолій Лук'янов                   | 1990–1991                           |

- Верховна Рада СРСР 1 скликання — обрана 12 грудня 1937, засідала з 1938 по 1946 роки (під час Німецько-радянської війни вибори не проводились);
- Верховна Рада СРСР 2 скликання — обрана 10 лютого 1946, засідала з 1946 по 1950 роки;
- Верховна Рада СРСР 3 скликання — обрана 12 березня 1950, засідала з 1950 по 1954 роки;
- Верховна Рада СРСР 4 скликання — обрана 14 березня 1954, засідала з 1954 по 1958 роки;
- Верховна Рада СРСР 5 скликання — обрана 16 березня 1958, засідала з 1958 по 1962 роки;
- Верховна Рада СРСР 6 скликання — обрана 18 березня 1962, засідала з 1962 по 1966 роки;
- Верховна Рада СРСР 7 скликання — обрана 12 червня 1966, засідала з 1966 по 1970 роки;
- Верховна Рада СРСР 8 скликання — обрана 14 червня 1970, засідала з 1970 по 1974 роки;
- Верховна Рада СРСР 9 скликання — обрана 16 червня 1974, засідала з 1974 по 1979 роки;
- Верховна Рада СРСР 10 скликання — обрана 4 березня 1979, засідала з 1979 по 1984 роки;
- Верховна Рада СРСР 11 скликання — обрана 4 березня 1984, засідала з 1984 по 1989 роки;
- Верховна Рада СРСР 12 скликання — обрана з'їздом народних депутатів СРСР, засідала з 1989 по 1991 роки.